# Paul Tucker
Paul Tucker (Crystal Palace, Londres, 12 de agosto de 1968) é um compositor e produtor musical. Ele é mais conhecido por ter sido membro da dupla britânica Lighthouse Family. Ele frequentou a Universidade de Newcastle onde se formou em francês e alemão.
Atualmente, Tucker toca piano em sua nova banda, The Orange Lights.